# Bahnhofstraße 21 (Gunzenhausen)

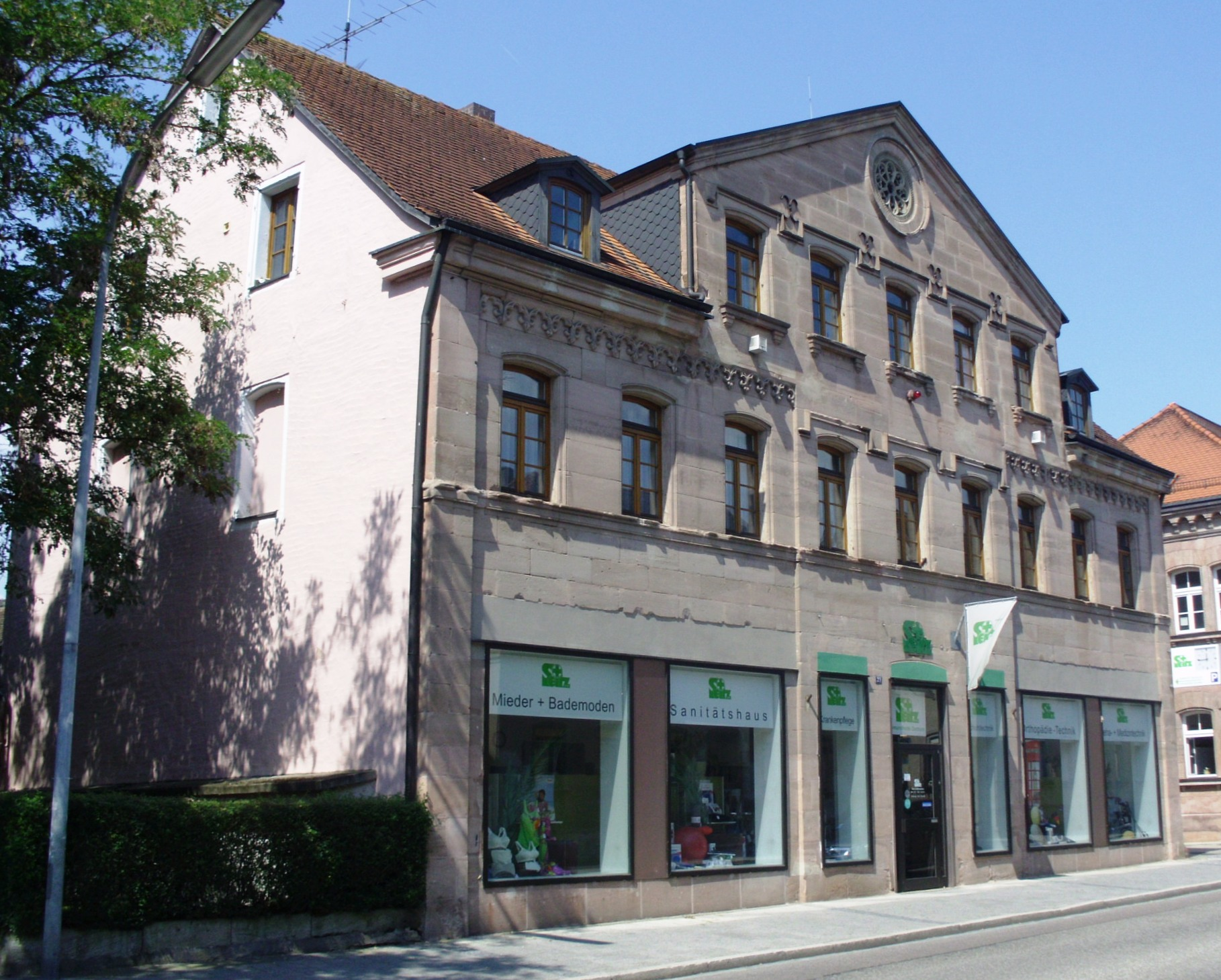
Haus Bahnhofstraße 21 (2012)

Das Gebäude Bahnhofstraße 21 in Gunzenhausen,  einer Stadt im mittelfränkischen Landkreis Weißenburg-Gunzenhausen in Bayern, wurde um 1860/70 vom Zimmermann und Bauunternehmer Leonhard Schlennert errichtet. Das Wohn- und Geschäftshaus ist ein geschütztes Baudenkmal und unter der Denkmalnummer D-5-77-136-14 in die Bayerische Denkmalliste eingetragen.
Der zweigeschossige traufständige Satteldachbau mit breit angelegtem Mittelgiebel wurde aus heimischen Sandsteinquadern errichtet. Die Fassade ist mit neugotischen Zierelementen geschmückt.
Im Jahr 1872 kam das Haus in den Besitz des jüdischen Handelsmanns Jakob Salomon Mohr. 1906 erwarb es der jüdische Viehhändler Jacob Seller mit Frau Elise, geb. Schülein (geb. 5. April 1876 in Thalmässing). Im Jahr 1938 verkaufte die Familie Seller unter dem Druck des nationalsozialistischen Regimes das Haus. Elise Seller kam am 13. Januar 1944 im Konzentrationslager Theresienstadt ums Leben.